# Abraham Trembley
Abraham Trembley (3 de septiembre de 1710-12 de mayo de 1784) fue un naturalista suizo. Es conocido principalmente por ser el primero en estudiar las hidras y uno de los primeros que desarrolló la zoología experimental. Su dominio y maestría de los métodos experimentales ha llevado a que algunos historiadores de la ciencia lo denominen "padre de la biología".

## Biografía
Trembley procedía de una familia burguesa de la ciudad suiza de Ginebra, donde estudió Matemática en la academia fundada por Jean Calvin y se preparó para tomar las órdenes religiosas, antes de convertirse en preceptor particular en los Países Bajos.
En 1736, mientras se encontraba como tutor de los hijos del Conde de Bentinck en Sorgvliet, cerca de La Haya, comenzó a trabajar como zoólogo después de descubrir la hidra en un arroyo que atravesaba la finca.
Fue elegido miembro de la Royal Society (Royal Society of London for Improving Natural Knowledge) en 1743 año en que ésta le concede la Medalla Copley, también fue elegido miembro de la Academia de las Ciencias Francesa.

## Trabajo sobre la hydra
Mientras que Trembley pensaba que había descubierto una nueva especie, Anton van Leeuwenhoek ya había publicado un primer trabajo en 1702 sobre la hydra, describiéndola como un tipo de planta.
Los resultados de Trembley fueron publicados en 1744 en un libro, Mémoires pour servir à l'histoire d'un genre de polypes d'eau douce, traducido al alemán en 1791 como Abhandlungen zur Geschichte einer Polypenart des süssen Wassers
Fue el primero en aclarar la reproducción de animales por brote, en efectuar injertos permanentes de tejidos animales. Descubre que los protozoos se multiplican por división y describió algunas características del protoplasma un siglo antes que Félix Dujardin.

## Otras obras
- Mémoires pour servir à l'histoire d'un genre de polypes d'eau douce, à bras en forme de cornes, 1744

- Instructions d'un père à ses enfants sur la Nature et la Religion, 1775

- Sur la Religion naturelle et révélée, 1779